# Камаїраго
Камаїраго, Камаїраґо (італ. Camairago) — муніципалітет в Італії, у регіоні Ломбардія, провінція Лоді.
Камаїраго розташоване на відстані близько 430 км на північний захід від Рима, 55 км на південний схід від Мілана, 22 км на південний схід від Лоді.
Населення — 679 осіб (2014).
Щорічний фестиваль відбувається третього тижня вересня. Покровитель — santi Cosma e Damiano martiri.

## Демографія
Населення за роками:

Станом на 31 грудня 2014 року в муніципалітеті офіційно проживало 85 іноземців з 14 країн, серед них 6 громадян країн Євросоюзу та 4 громадяни України.

## Сусідні муніципалітети
- Кастільйоне-д'Адда
- Кавакурта
- Кодоньо
- Формігара
- Піццигеттоне
- Терранова-дей-Пассерині